# Liste der Biografien/H
Liste der Biografien |
Portal Biografien |
Personensuche
# |
A |
B |
C |
D |
E |
F |
G |
H |
I |
J |
K |
L |
M |
N |
O |
P |
Q |
R |
S |
T |
U |
V |
W |
X |
Y |
Z |
?
 
Ha |
Hd |
He |
Hi |
Hj |
Hk |
Hl |
Hm |
Hn |
Ho |
Hr |
Hs |
Ht |
Hu |
Hv |
Hw |
Hy
Die Liste der Biografien führt alle Personen auf, die in der deutschsprachigen Wikipedia einen Artikel haben. Dieses ist eine Teilliste mit 6 Einträgen von Personen, deren Namen mit dem Buchstaben „H“ beginnt.

## H
- H. D. (1886–1961), US-amerikanische Schriftstellerin
- H. U. G., Lars (* 1953), dänischer Musiker
- H., Holger (1971–1973), deutsches Todesopfer an der Berliner Mauer
- H., Marcel (* 1997), deutscher Mörder
- H.-P.-Maler, griechischer Vasenmaler
- H.E.R. (* 1997), US-amerikanische R&B-SängerinH.E.R. (* 1997)

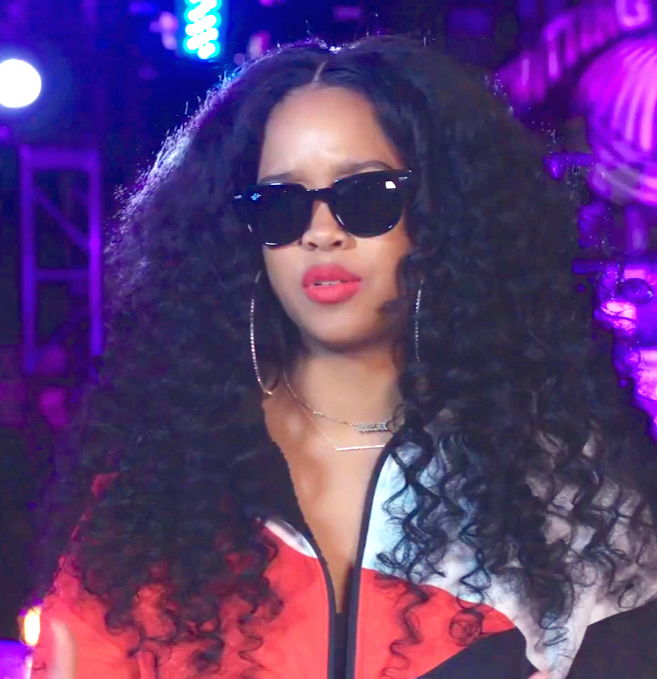
H.E.R. (* 1997)